# Киевский судостроительно-судоремонтный завод
Киевский судостроительно-судоремонтный завод (ПАО «Киевский судостроительный-судоремонтный завод») — судостроительное предприятие расположенное в гавани на реке Днепр в Подольском районе города Киева. Основано в 1896 году как казенные пароходные мастерские и эллинг, позже, в 1927 году преобразованные в КССРЗ Предприятие специализируется на строительстве судов смешанного типа река-море, паромов и несамоходных барж.

## История
В ноябре 1896 года Городской думой и правлением Киевского округа путей сообщения было принято решение организовать в Александровской гавани пароходные ремонтные мастерские и эллинги.
Уже к 1927 году мастерские получили статус завода.
Во время Второй мировой войны завод участвовал в переоборудовании и передаче судов в состав речных военных флотилий.
В 90-х годах XX века завод стал Акционерным обществом и, наравне с речными судами, освоил в 2002 году постройку сухогрузов типа река-море.

## Руководство
Председатель правления — Овдий Анатолий Александрович.
Настоящую должность занимает с 2011 года.

## Деятельность

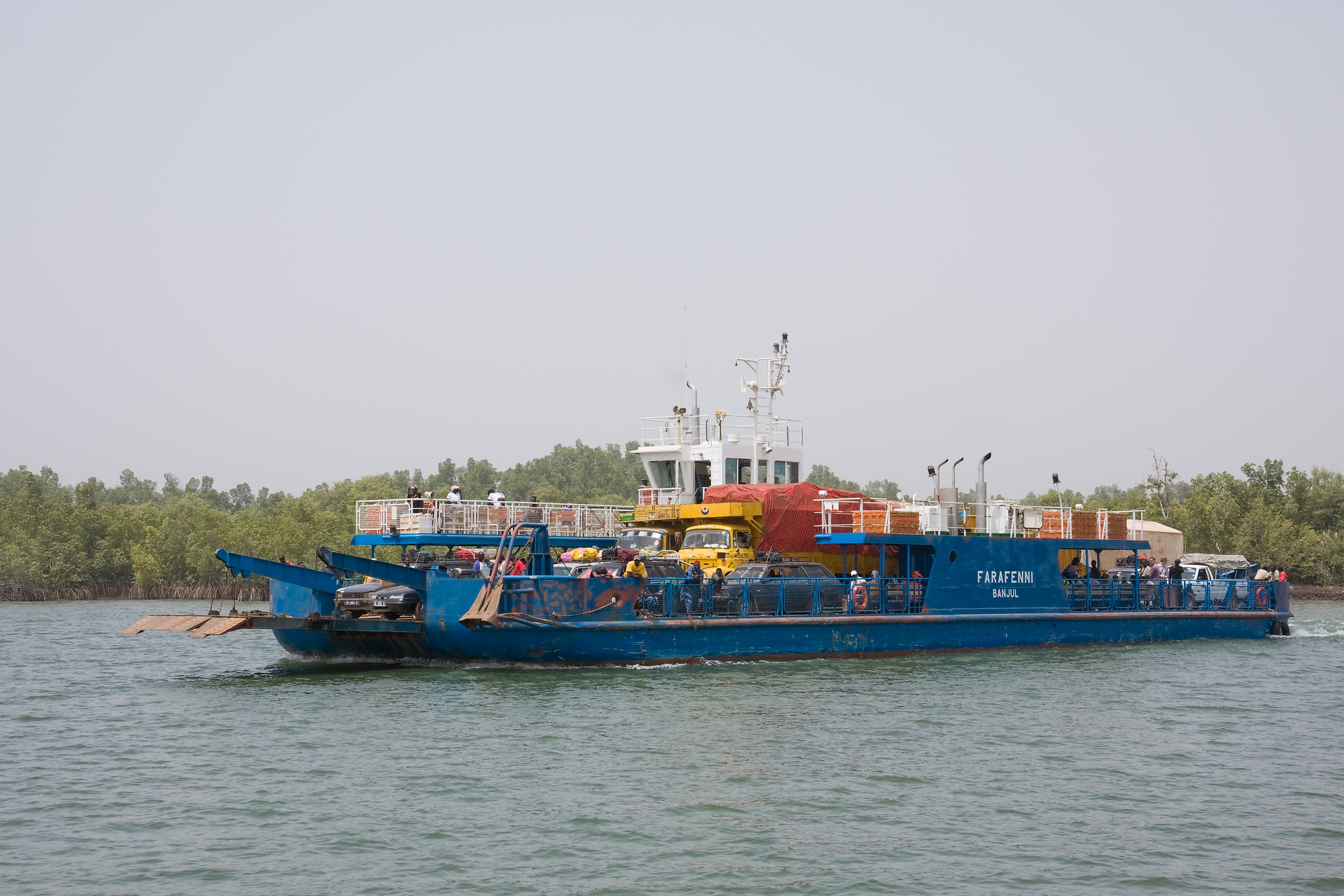
Паром «Farafenni» (проект 16300), построенный Киевским судостроительно-судоремонтным заводом, Гамбия, 2008 г.

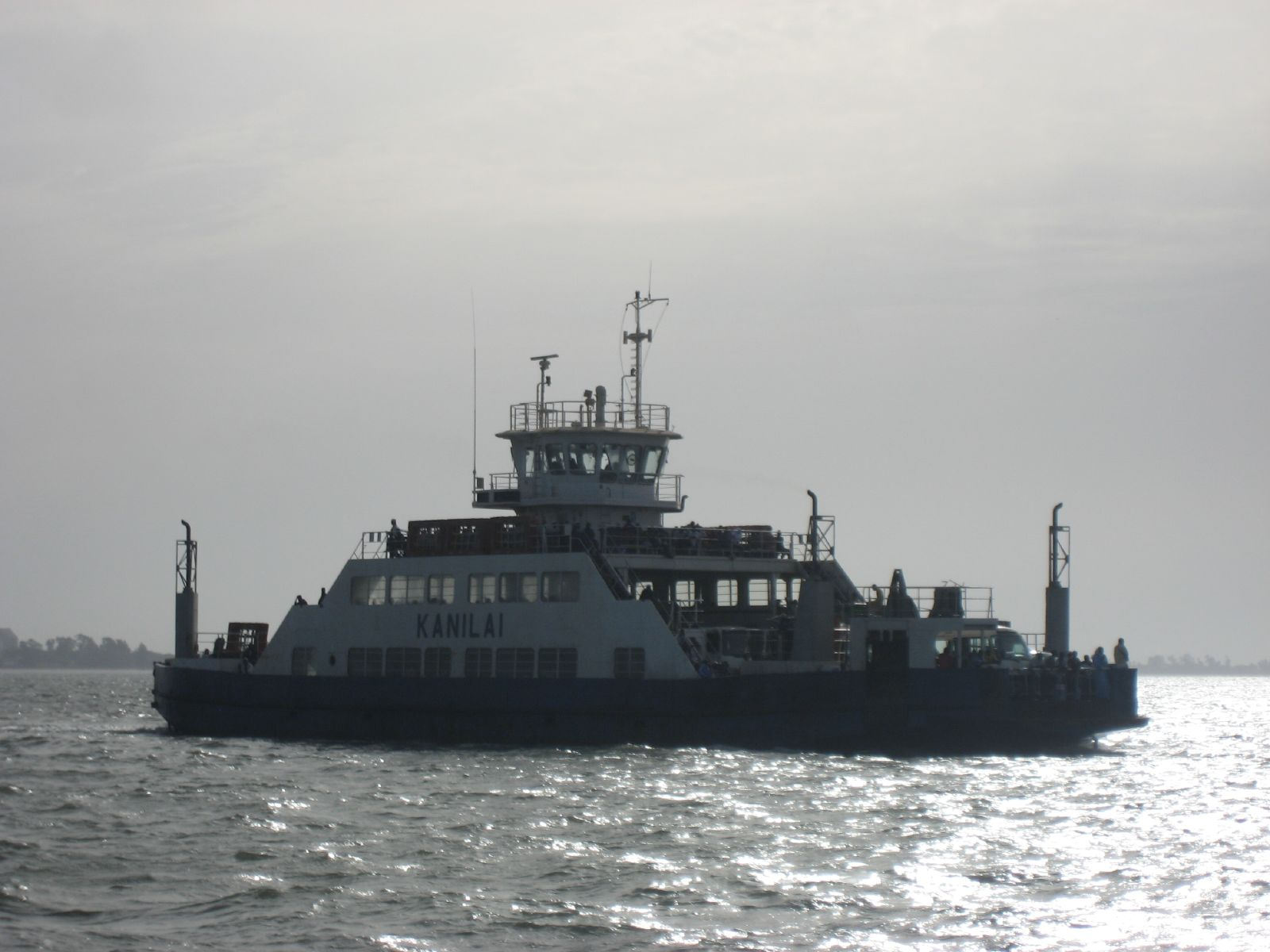
Паром «Kanilai» (проект 17600), построенный Киевским судостроительно-судоремонтным заводом, Гамбия, 2007 г.

Завод обладает большими производственными мощностями и осуществляет деятельность по постройке плавсредств различных типов, производит ремонт, модернизацию, и переоборудование речных судов и судов смешанного типа «река-море», а также изготовляет оборудование для горно-обогатительной промышленности, и сложные металлоконструкции.